# Primera Filípica
La Primera Filípica (Φιλιππικός Α') es un discurso escrito y pronunciado por el político y escritor ateniense Demóstenes entre 351 a. C. y 350 a. C.. Constituye el primer discurso que el político dirige contra la figura de Filipo II de Macedonia.

## Trasfondo histórico
Desde el año 357 a. C., cuando Filipo asedió Anfípolis, Atenas se encontraba formalmente en estado de guerra contra el Reino de Macedonia. En 352 a. C., Demóstenes presentó a Filipo como el peor enemigo de su ciudad, y, un año más tarde, hizo una dura crítica sobre aquellos que minusvaloraban a Filipo, y les advertía de que era tan peligroso como el propio Rey de Persia. En 352 a. C., las tropas atenienses lograron oponer una exitosa resistencia a las tropas de Filipo en las Termópilas, pero ese mismo año el ejército macedonio llevó a cabo una campaña militar en Tracia en la que obtuvo una gran victoria sobre los focianos. Filipo también envió su primera ataque contra la federación de Calcis y sitió la ciudad de Estagira.

## Contenido del discurso
El tema que trata la Primera Filípica es la necesidad de estar preparados. En su llamamiento a la resistencia, Demóstenes urge a los atenienses para que se preparen para la guerra, y exige un gran esfuerzo a los ciudadanos para esta eventualidad. Llega incluso a proponer la reforma del fondo "Theorika", un fondo por el cual el estado pagaba a los atenienses más pobres el acceso a los festivales dramáticos, enfrentándose a la política de Eubulo. Eubulo aprobó una ley que hacía muy difícil desviar fondos públicos, lo cual incluía el desvío del fondo "Theorika" para pagar operaciones militares menores.
Demóstenes, en su discurso, intenta convencer a sus ciudadanos de que las derrotas que han sufrido hasta la fecha se deben a sus propios errores y a la competencia militar de Filipo. El orador se opone al uso de mercenarios en el ejército ateniense y propone la creación de una fuerza militar más flexible que permanezca en Macedonia para hostigar al ejército de Filipo.
A pesar del estilo apasionado del orador, parece ser que la ekklesía no compartía su punto de vista e insistió en la forma de proceder habitual, lo cual obligó a Demóstenes a repetir la misma argumentación en las Olínticas.